# Lake Lanagan
Lake Lanagan är en sjö i Australien. Den ligger i delstaten Western Australia, omkring 1 700 kilometer nordost om delstatshuvudstaden Perth. Lake Lanagan ligger 267 meter över havet.
Omgivningarna runt Lake Lanagan är i huvudsak ett öppet busklandskap. Trakten runt Lake Lanagan är nära nog obefolkad, med mindre än två invånare per kvadratkilometer. Genomsnittlig årsnederbörd är 561 millimeter. Den regnigaste månaden är januari, med i genomsnitt 143 mm nederbörd, och den torraste är augusti, med 1 mm nederbörd.